# Arifwala
Arifwala (pendżabski: عارِف والا) – miasto w Pakistanie, w prowincji Pendżab. W 2017 roku liczyło 113 403 mieszkańców.